# Шайківка (аеродром)
Шайківка — військовий аеродром Збройних сил РФ 1-го класу на заході Калузької області, поблизу Смоленської області Росії біля села Виползове Кіровського району.
На аеродромі базується 52-й важкий бомбардувальний авіаційний полк (в/ч 33310).
За інформацією журналістів InformNapalm саме льотчики з цього полку здійснили запуск ракети Х-22 з літака Ту-22М3 по торговельному центру в Кременчуці 27 червня 2022 року.

## Історія
Точна дата побудови аеродрому Шайківка невідома. При випробуваннях літака ДБ-3 згадується посадка в серпні 1938 року на аеродромі Шайківка одного ДБ-3 при перельоті за маршрутом Моніно — Севастополь — Краснодар — Моніно групи з 10 машин.
Напередодні німецько-радянської війни, навесні 1941 року на аеродром Шайківка передислоковано 1-й важкий бомбардувальний полк 42-ї далекобомбардувальної дивізії. На озброєнні полку перебували літаки ТБ-3.
З початком німецько-радянської війни полк перелетів на оперативні аеродроми, але вже 23 червня дві ескадрильї повернулися на базовий аеродром. Також до Шайківки перелетіли літаки 3-го важкого бомбардувального полку.
Аеродром утримувався німцями з жовтня 1941 до серпня 1943 року. Бувши важливим стратегічним об'єктом, він кілька разів зазнавав бомбових ударів радянською дальньою авіацією. Поруч з аеродромом знаходився табір радянських військовополонених.
До 1959 року аеродром був реконструйований і на нього перелетів 52-й гвардійський важкий бомбардувальний авіаційний полк. На озброєння полку надійшли нові літаки Ту-16 у варіанті бомбардувальників.

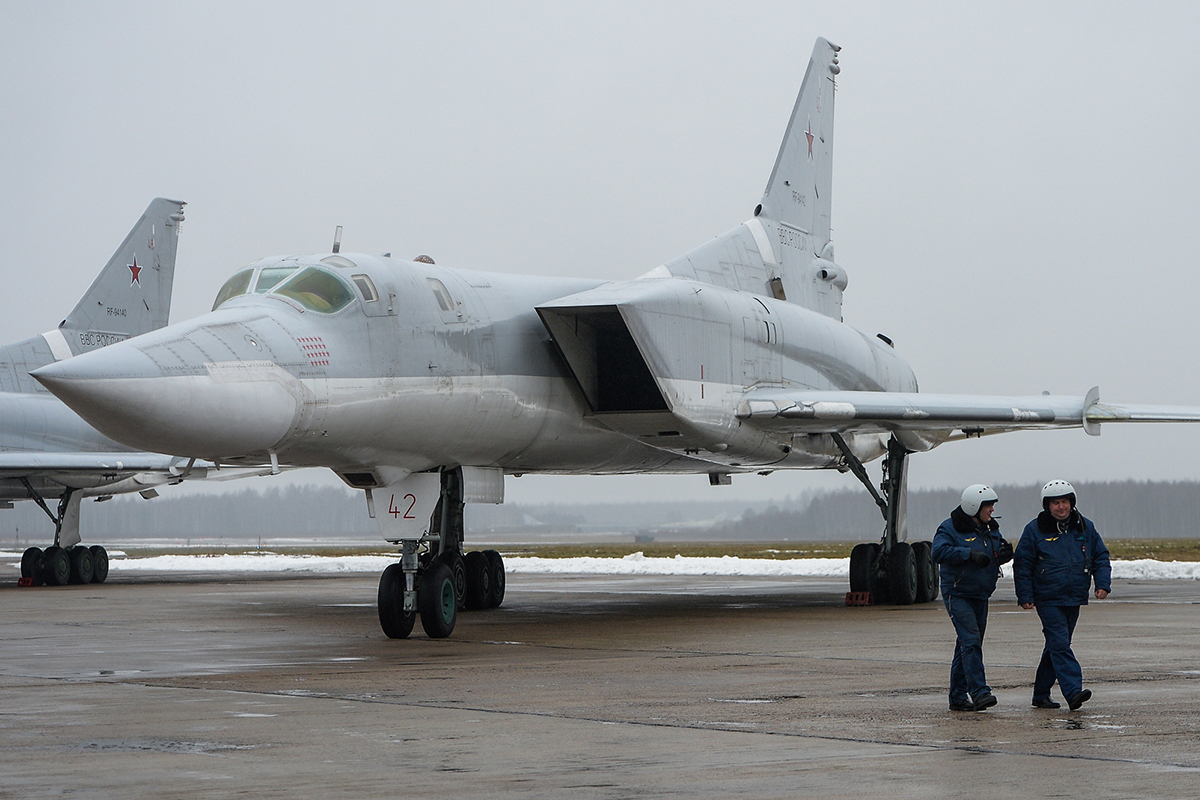
Аеродром Шайківка

Станом на 1961 рік, у гарнізоні Шайківка базувався 52-й гв. ТБАП, 1-ша авіаційна ескадрилья від 43-го ЦПБ І ПЛС та окрема авіаційна ескадрилья військ ППО, всі на Ту-16.
У 1967 році 52-й ТБАП розпочав переучування на Ту-16 у варіанті ракетоносців, 1969 року виконано перший практичний пуск ракети КСР-2.
З квітня по жовтень 1971 року на аеродромі Шайківка (у зв'язку з ремонтом ЗПС аеродрому Кубинка) у повному складі базувався 234-й гвардійський Проскурівський винищувальний авіаційний полк (234 гвап).
30 травня 1966 року Шайківку, під час передвиборчого турне, відвідав перший космонавт Юрій Гагарін.
У 1966 році до Шайківки, для проходження подальшої служби, прибув випускник Тамбовського вищого військового авіаційного училища Джохар Дудаєв. Службу проходив на посаді помічника командира літака. Тут же він познайомився зі своєю майбутньою дружиною Алевтиною Куликовою.
1982 року 52-й полк переозброїли на Ту-22М2.
У 1991 році до Шайківки передислоковано 73-й гвардійський Сталінградсько-Віденський Червонопрапорний ордена Богдана Хмельницького 2-го ступеня винищувальний авіаційний полк. Полк перелетів із Німеччини (аеродром Кетен), на озброєнні полку перебували МіГ-29.
У 1992 році на озброєнні 52-го полку надійшли Ту-22М3.
З 1988 по 1994 рік на базі 52 ТБАП у Шайківці проходили навчання слухачі 43-го ЦПЛ та ПЛЗ.
1998 року 73-й ІАП, що базувався в Шайківці, був розформований. Винищувачі полку було передано до 14-го гвардійського Ленінградського Червонопрапорного ордена Суворова III ступеня винищувального авіаційного полку.
Станом на 2004 рік, у Шайківці дислокувалися:
- 52-й гвардійський важкий бомбардувальний авіаційний полк (в/ч 13785);
- 3630-та авіаційно-технічна база (в/ч 40444);
- 949-й окремий батальйон зв'язку та радіотехнічного забезпечення (в/ч 93486).

У 2009 році полк та частини забезпечення були переформовані у 6951-му гвардійську авіабазу (1-го розряду) в/ч 40444. На озброєнні перебувало 48 Ту-22МЗ, з яких 24 — на зберіганні. До складу авіабази включили авіаційну комендатуру на аеродромі Сольці (в/ч 40444-А).
З 1 грудня 2010 року 6951-ша гвардійська авіаційна база (1 розряду) переформована в авіагрупу (три ескадрильї) 6950-ї АвБ, управління АвБ на аеродромі Енгельс-1.
1 серпня 2015 року авіагрупу переформовано в 52-й гвардійський важкий бомбардувальний авіаполк (друге формування).

## Аварії та катастрофи
- 8 серпня 1961 року розбився літак Ту-16 (екіпаж старшого лейтенанта Казанцева, 52-й ТБАП). Екіпаж загинув під час виконання службового завдання у мирний час.
- 15 серпня 1962 року сталося зіткнення у повітрі двох Ту-16 із Шайківки, екіпажі командира загону гвардії майора Максимова В.Т. та гвардії капітана Карімова М.Г. Пара пішла на полігон для проведення повітряних стрільб. При поверненні додому ведений «наїхав» на ведучого, обидва екіпажі (12 осіб) загинули.
- 24 квітня 1970 року. При перегонці Ту-16 маршрутом Шайківка — Кневичі з проміжною посадкою на аеродромі Біла літак зник з екіпажем з 6 осіб (імовірно, на кордоні Красноярського краю та Іркутської області). Інтенсивні пошуки результатів не дали. Перед зникненням екіпаж доповів на землю про НЛО[8][9][10].
- 12 квітня 1983 року сталася аварія літака Ту-22М2 (командир корабля — заступник командира полку, підполковник Пономарьов А.П.). При посадці у складних метеоумовах (дощ зі снігом, хмарність 10 балів, нижня межа хмарності 500 метрів) на пробігу літак за 150 метрів до торця ВПП викотився на ґрунт, його розвернуло на 90 градусів, стійки шасі зламалися, і він ліг на ґрунт. Екіпаж вижив, новий літак через пошкодження списали (на момент аварії наліт становив 90 годин).
- 16 травня 1986 року в літака Ту-22М2 (командир корабля — Мурсанков С.Г.) на 29 секунді польоту виникла інтенсивна пожежа у відсіку правого двигуна. Літак вибухнув над м. Кіров Калузької області на висоті 60-80 метрів, екіпаж катапультувався, командир залишив літак за 2-3 секунди до вибуху. Уламки літака та паливо, що горіло, накрило автобусну зупинку біля прохідної заводу. На землі загинуло одразу 10 людей, четверо пізніше померли в лікарні, опіки різного ступеня тяжкості отримали 37 осіб[11].
- 14 лютого 1989 року розбився літак Ту-22М2 (екіпаж гвардії капітана Г. В. Карпенка). Політ проходив у складі групи з шести літаків на полігон. На зворотному шляху, о 20 год. 50 хв., льотчик-інструктор полковник Логунов В.І., що знаходився на борту, доповів про відмову бортового електроживлення і запросив посадку на найближчому аеродромі. О 20 год. 55 хв. літак, за даними РЛС ППО, перейшов у різке зниження по крутій траєкторії, а о 20 год. 57 хв. Ту-22М2 пропав з екранів радарів. Літак впав за 36 км від р. Маріуполь.
- 10 серпня 2008 року літак Ту-22М3 збитий ракетою «земля-повітря» при виконанні бойового завдання під час збройного конфлікту в Південній Осетії. Командир корабля вважається зниклим безвісти, обидва штурмани загинули в літаку, помічник командира майор В. Малков поранений потрапив у полон, згодом був звільнений.
- 23 березня 2021 року під час запуску двигунів у Ту-22М3 спрацювали катапульти. Загинули три члени екіпажу з чотирьох на борту[12].

## Військове містечко
При аеродромі є військове містечко, приписане до населеного пункту Шайківка. Складається з двох частин, іменованих «Старе містечко» та «Нове містечко». Останнє було побудовано 1992 року фінською будівельною організацією для російських військ, що виводилися з Європи після розпаду СРСР. Нове містечко має близько 19 житлових п'ятиповерхових будинків, лікарню, школу, дитячий садок, готель, їдальню, будинок офіцерів, пошту та магазини.
У військовому містечку базуються кілька військових частин, зокрема в/ч 06987-А та в/ч 26219. У період з 1990 по 1998 рік у Шайківці базувалися також винищувальна авіація (МіГ-29) та військово-транспортна авіація.
Неподалік селища протікає невелика річка Ужать з глибокою заплавою та ярами. Красива природа зі змішаним лісом середньої смуги Росії. На території збереглися оборонні окопи та ДЗОТи з часів німецько-радянської війни.
Екіпажі з Шайківки регулярно беруть участь у повітряних парадах у Москві.

## Російсько-українська війна

### Удар по торгівельному центру в Кременчуці
27 червня 2022 року в ході російського вторгнення в Україну, за інформацією журналістів InfromNapalm, саме льотчики з 52 гвардійського важкого бомбардувального авіаційного полку військової частини № 33310, який базується на аеродромі Шайківка, здійснили запуск ракети Х-22 з літака Ту-22М3 по торговельному центру в Кременчуці. На озброєнні цього важкого бомбардувального авіаполку стоять саме ті Ту-22М3, які атакувати ракетами Х-22 торговельний центр. Командування 52-м авіаполком наразі здійснює полковник Олег Тимошин, який і несе безпосередню відповідальність за воєнні злочини, включаючи обстріл Кременчука та жертви серед мирних жителів. Командиром авіаційного загону в/ч 33310 є майор Олексій Іваненко.

### Атаки на аеродром
7 жовтня 2022 року губернатор регіону Владислав Шапша повідомив, що на території аеродрому пролунав вибух в результаті падіння безпілотника. Про постраждалих та руйнування інформації не було, але було зафіксовано перебазування літаків з аеродрому після інциденту.
21 серпня 2023 року на території аеродрому впав цивільний коптер з саморобним вибуховим пристроєм та посиленою батареєю. За попередньою інформацією, внаслідок падіння отримав пошкодження літак, який знаходився на аеродромі.
У ніч проти 31 березня 2025 року був атакований дронами ЗСУ. Місцева влада повідомила про атаку 24 БПЛА.